# Styrman Karlssons flammor (film, 1925)
Styrman Karlssons flammor är en svensk film från 1925 regisserad av Gustaf Edgren, baserad på två böcker av Sigge Strömberg. Filmen handlar om styrman Karlsson som ska vara borta i två år och segla på de stora haven. Resan går först till Sydney i Australien där han råkar in i en arvstvist.
Filmen premiärvisades den 26 oktober 1925. Förlagan var Sigge Strömbergs romaner Styrman Karlssons flammor och Styrman Karlssons bröllopsresa som utgivits 1918 respektive 1919 och senare även omarbetets för teaterscenen.
Delar av filmen spelades in på tvåmastaren Perseveranza i Medelhavet. Filmen kom även att bli Ernst Rolfs enda filmroll av större format. För foto svarade Henrik Jaenzon. 
Edgren gjorde en nyinspelning med ljud av Styrman Karlssons flammor 1938, och i Danmark gjorde Annelise Reenberg en dansk version 1958.

## Rollista i urval
- Ernst Rolf – Karl (Alfred) Karlsson, förste styrman senare kapten
- Vera Schmiterlöw – Bessie Doring, senare Karls hustru
- Fridolf Rhudin – Svante Augustsson, andre styrman på Maria Albertina
- Edit Ernholm – Blenda, styrman Karlssons fästmö, senare fru Bernetz
- Mignon Georgian – Nanette Sauvage, "kaféattraktion" i Barbados
- Gueye Rolf – Beatrice, fallen kvinna på krogen i Marseille
- Mathias Taube – Sjögren, skeppare på Maria Albertina
- Karin Swanström – Mrs. Doring, Bessies mor
- Stellan Claësson – Benley, advokat, Bessies kusin
- Wictor Hagman – John Bernetz, skeppsredare/pantlånaren
- Axel Hultman – krögare på Barbados
- Nils Whiten – legationsrådet Lopez i Rio de Janeiro
- Lasse Rolf – Bessies och Karl Alfreds lille son
- Bertil Ehrenmark – Bernetz värvarbas